# Абуча (Хунедоара)
Абуча (рум. Abucea) насеље је у Румунији у округу Хунедоара у општини Добра. Oпштина се налази на надморској висини од 199 m.

## Становништво
Према подацима из 2002. године у насељу је живело 60 становника, од којих су сви румунске националности.